# Ivan Gueórguievitx Petrovski
|  | Per a altres significats, vegeu «Ivan Petrovski». |

Ivan Gueórguievitx Petrovski va ser un matemàtic soviètic, rector de la Universitat de Moscou.

## Vida i obra
Petrovski va néixer, fill d'un conegut comerciant, a la petita ciutat de Sevsk on va ser escolaritzat fins al 1917. Aquest any va ingressar a la universitat Estatal de Moscou amb la intenció d'estudiar química, però l'esclat de la revolució russa i la consegüent guerra civil van fer que marxès amb la seva família a la localitat d'Elizavetgrad (la actual Kropivnitski a Ucraïna després de diferents canvis de nom). En aquesta localitat va ser administratiu a l'escola tècnica local i es va començar a interessar per les matemàtiques. El 1922 va tornar a Moscou decidit a estudiar matemàtiques i es va graduar el 1927 a la universitat estatal.
Després d'uns anys de recerca sota la supervisió de Dmitri Iégorov, el 1929 va començar a donar classes a la universitat estatal de Moscou, a la qual va estar lligat la resta de la seva vida, arribant a ser-ne el rector des de 1951 fins a la seva mort el 1973.
Els treballs de recerca de Petrovski versen principalment sobre equacions diferencials parcials i topologia de les corbes algebraiques, havent fet aportacions importants a la resolució dels problemes de Hilbert números 16 i 19. A part del gran treball de renovació universitària que va fer com rector de la universitat, Petrovski és recordat pels treballs que va dur a terme, juntament amb Andrei Tíkhonov i Leonid Kantoróvitx, durant la Segona Guerra Mundial calculant les equacions que descrivien l'explosió d'una bomba nuclear i pel plantejament de l'equació, avui coneguda com equació de Fisher o equació KPP (per les inicials dels cognoms dels matemàtics que la van desenvolupar: Kolgomorov, Petrovski i Piskunov).